# NGC 5167
NGC 5167 (również PGC 47277) – galaktyka spiralna z poprzeczką (SBb), znajdująca się w gwiazdozbiorze Panny. Odkrył ją Wilhelm Tempel 7 czerwca 1883 roku. Jest to galaktyka z aktywnym jądrem typu LINER.